# 0能者九條湊
《0能者九條湊》是由日本作家葉山透所著的輕小說。於電擊文庫連載。於小說第三卷發行時宣布漫畫化，畫師為田倉トヲル。2012年7月25日發行第一版。

## 簡介
位於科技發達的現代，人類生活的世界仍存在著各種「異怪」。有些與世無爭，有些則兇狠異常、噬人無數。以剷除異怪為業的人們一面隱藏異怪的存在，一面處理著各種異怪造成的事端。而其中沒有靈力、法力及神通力等異能的另類青年——九條湊，竟然能以各種令人意想不到的手法解決異怪事件!?他究竟是天才?還是專業詐欺師?一切從一個名為赤羽勇氣的天才異能少年與他的相遇開始說起......

## 人物介紹
九條湊
被揶揄為「零能者」的青年。
作風令人難以捉摸，說話犀利毒辣，總給人一副玩世不恭的輕浮印象。這樣的態度讓他樹敵無數，在退魔師業界受人排擠，但當事人卻似乎完全不放在心上。
他毫無靈力、法力或神通力等對付異怪理應具備的能力，因而才會有「零能者」這樣的蔑稱，常被人認為是以騙術騙財的欺詐師。然而實際上他卻屢屢以驚人的慧眼，運用科學與邏輯推論的辦法來解析異怪，並找出從沒有人想到的方式將其打倒，是退魔師業界中成功率最高的專家。
山神沙耶
御蔭神道的巫女。還只是一名年紀輕輕的十六歲高中生，但卻已經有著能夠執行降神的優秀才能。
父母早逝，由外姨理彩子扶養長大，兩人感情如姊妹般親密。個性正經八百，不知變通，讓她經常陷入煩惱，也使她不時被湊揶揄為「死腦筋」。同時也非常純潔，對人情世故缺乏歷練，不懂得懷疑別人或往負面方向思考。
因為一群無知青年的魯莽，解開了強大異怪「嫉」的封印，身體寄宿著殘存封印之力的她，面臨要成為祭品犧牲的絕境。但在湊的努力之下，嫉被九條凑以其他方式擊倒，沙耶也免除了必須殉道的命運。事件之後，對湊抱持著近乎感動的尊敬，並為了學習他的退魔手法而成為他的助手。
赤羽勇氣
來自總本山的天才少年，年僅十歲。年紀雖小，但已擁有令眾高僧另眼相看的高強法力。
在退魔方面天賦異禀。從出生起就看得到異怪，學習法術輕而易舉，並總是能找到打倒異怪的方法，但也因此遭其他人嫉妒與孤立。心中並存著早熟的冷漠與幼稚的自我表現欲，不時會表現出叛逆的態度。其實也有著怕寂寞的一面。
在「嫉」的事件中，受孝元推薦而前來協助湊，但起初對毫無法力的湊抱持著毫不信任的態度。最後對湊打倒嫉的手段感到訝異，從事件結束後開始賴在他的事務所成為他的助手，誓言有一天要揭穿他的把戲。
水谷理彩子
御蔭神道的巫女，二十八歲。
年紀輕輕就已經升到正階的高位，有著解決過多宗异怪事件的實績。
從過去就與湊有來往，曾與湊和孝元聯手一同進行對付異怪的工作。三人雖因故解散，但至今仍是摯友。
溺愛外甥女沙耶，以嚴厲中帶有慈愛的態度照看著她。
荒田孝元
總本山的法師。
法力雖是被形容如白日燈籠般單薄，但交涉能力卓越，位居高位。他穩重的態度與臉上始終帶著笑容的模樣，也讓許多人對他抱持好感。是少數不輕視勇氣，以真摯態度對待他的人。
和湊與理彩子似乎是老交情了。

## 出版一覽
| 集數     | 日文版ISBN             | 日文版發售日   | 繁體中文版ISBN         | 繁體中文版發行日 |
| -------- | ---------------------- | -------------- | ---------------------- | ---------------- |
| 第一集   | ISBN 978-4-0487-0138-9 | 2011年2月25日  | ISBN 978-986-287-851-4 | 2012年8月9日     |
| 第二集   | ISBN 978-4-0487-0684-1 | 2011年6月25日  | ISBN 978-986-325-071-5 | 2012年12月25日   |
| 第三集   | ISBN 978-4-0488-6268-4 | 2011年12月22日 | ISBN 978-986-325-295-5 | 2013年4月25日    |
| 第四集   | ISBN 978-4-0488-6805-1 | 2012年7月25日  | ISBN 978-986-325-577-2 | 2013年9月25日    |
| 第五集   | ISBN 978-4-0489-1265-5 | 2012年12月25日 | ISBN 978-986-325-883-4 | 2014年4月3日     |
| 第六集   | ISBN 978-4-0489-1822-0 | 2013年7月25日  | ISBN 978-986-366-262-4 | 2014年12月5日    |
| 第七集   | ISBN 978-4-0486-6315-1 | 2014年1月25日  | ISBN 978-986-366-426-0 | 2015年3月11日    |
| 第八集   | ISBN 978-4-0486-6867-5 | 2014年8月23日  | ISBN 978-986-524-094-3 | 2020年11月25日   |
| 第九集   | ISBN 978-4-0486-5443-2 | 2015年9月24日  |                        |                  |
| 第十集   | ISBN 978-4-0489-2493-1 | 2016年10月25日 |                        |                  |
| 第十一集 | ISBN 978-4-04-893668-2 | 2018年1月25日  |                        |                  |